# (3746) Heyuan
(3746) Heyuan (1964 TC1) – planetoida z pasa głównego asteroid okrążająca Słońce w ciągu 5,66 lat w średniej odległości 3,18 j.a. Została odkryta 8 października 1964 roku.